# Храм Вознесения Господня (Вознесенка)
Церковь Вознесения Господня — недействующий православный храм в селе Вознесенка Семилукского района Воронежской области. Расположена на склоне реки Ведуга в восточной части Вознесенки.
Архитектурный памятник эпохи позднего классицизма. Находится в полуразрушенном состоянии.

## История
Построена в 1823 году на средства помещицы Масловой. Возведение церкви привело к переименованию села в Вознесенское.
В советские годы использовалась как склад.
По воспоминаниям местных жителей, за несколько лет до Великой Отечественной войны с колокольни упал висевший до тех пор колокол, обломки которого то ли закопали у храма, то ли увезли в Девицу. Также известно, что иконы после революции были разнесены верующими по домам, после чего были собраны и отвезены в Девицу.

## Описание
Приходская церковь, кирпичная, фундамент из бутового камня; корабельного типа, архитектурный стиль — поздний классицизм. Два придела: левый — святителя Николая Чудотворца, правый — Знамения Божией Матери. Колокольня.
Димитрий (Самбикин) в конце XIX века писал: «Церковь Вознесенская в селе Вознесенском Землянского уезда с приделами с правой стороны Знамения Божьей Матери, с левой — Св. Николая Чудотворца. Каменная с колокольней.».

## Современное состояние
Храм находится в запустевшем состоянии. Крыша над притвором (кроме колокольни) обвалилась. Иконостас, по-видимому, был убран еще при переоборудовании здания под склад. В здании периодически действуют «черные копатели». Сохранилось в разном состоянии и видны до 15 фресок, остальные замазаны либо находятся под слоем штукатурки.
В настоящее время началось восстановление храма. Периодически производятся молебны. 2 июня 2011 года (в престольный праздник Вознесения Господня) в храме были проведены первые с момента его закрытия литургия и крестный ход.
Находится в категории охраны «Р».

## Кладбище при храме
При храме находится сельское кладбище (около 250 могил). Смерть захороненной в самой ранней могиле датирована 1939 г., самая ранняя дата рождения — 1858 г. По словам местных жителей, рядом с храмом была найдена каменная могильная плита с текстом, свидетельствующим, что на её месте была захоронена дочь первого настоятеля храма.
Также на кладбище можно встретить каменные плиты, свидетельствующие о ещё более ранних захоронениях, чем указано в официальных источниках. Это надгробия старого типа с твёрдыми знаками на концах слов, сохранившиеся, если верить датам, указанным на них, ещё с XIX века.

## Галерея

Виды на храм
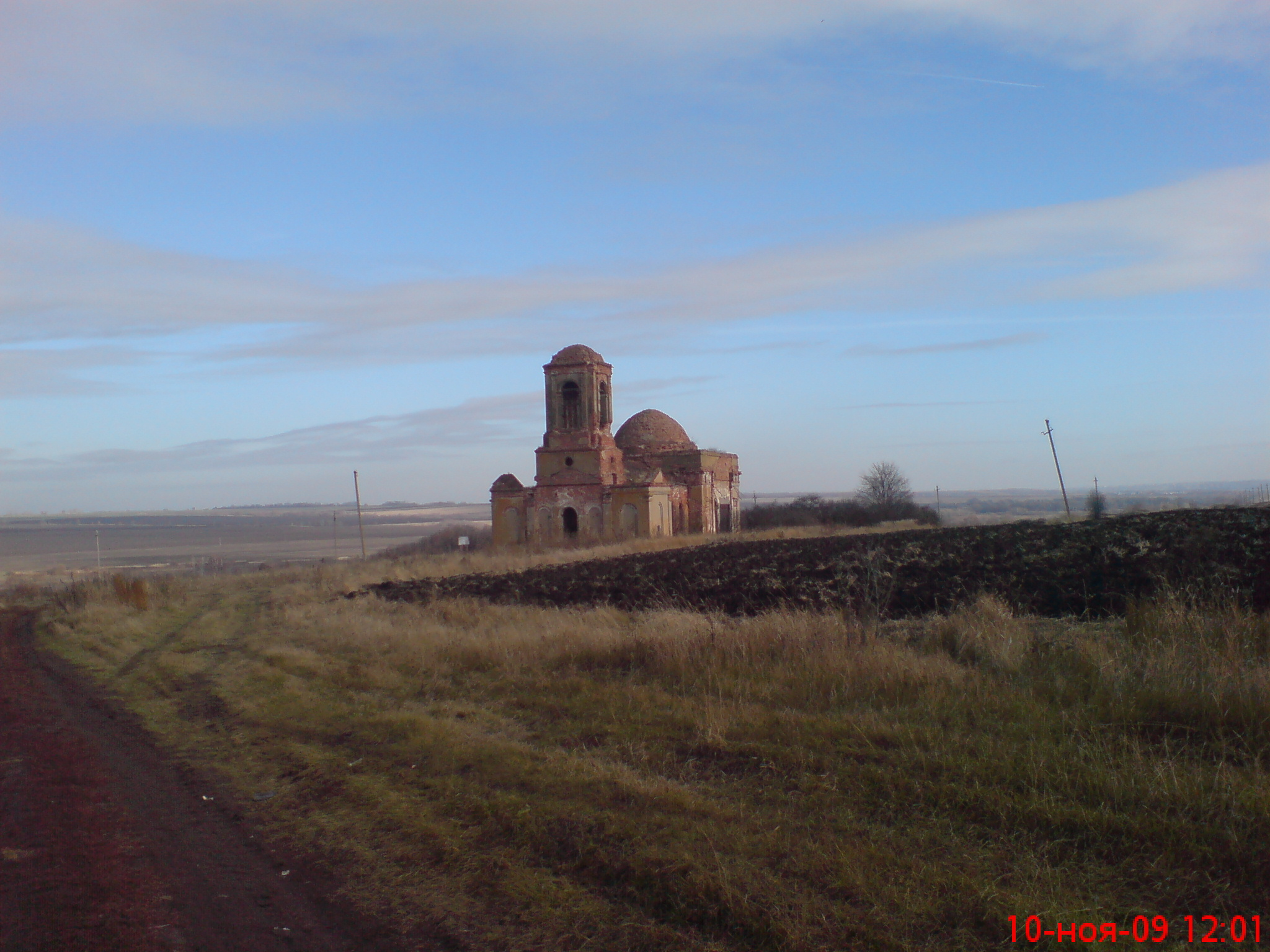
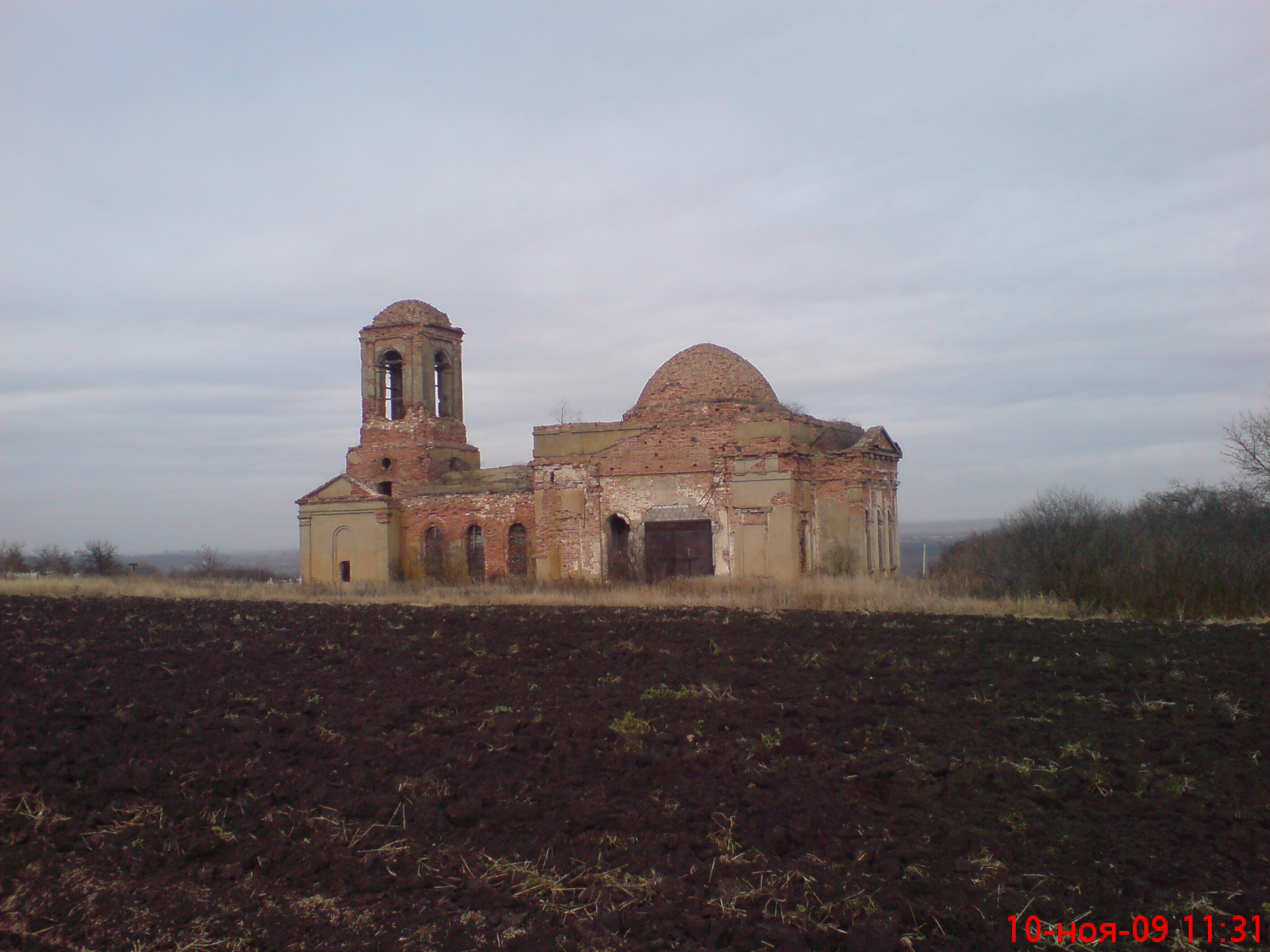
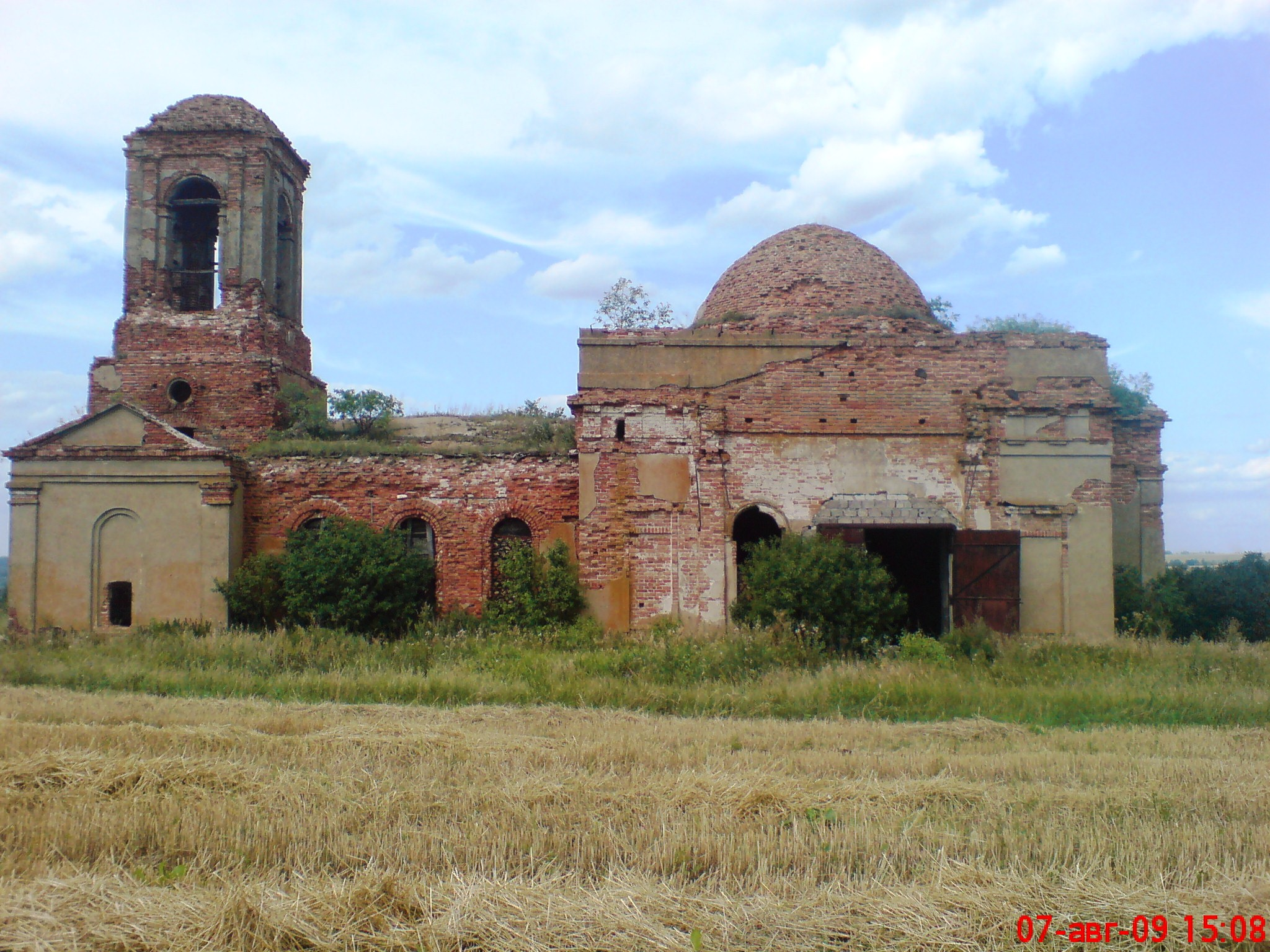
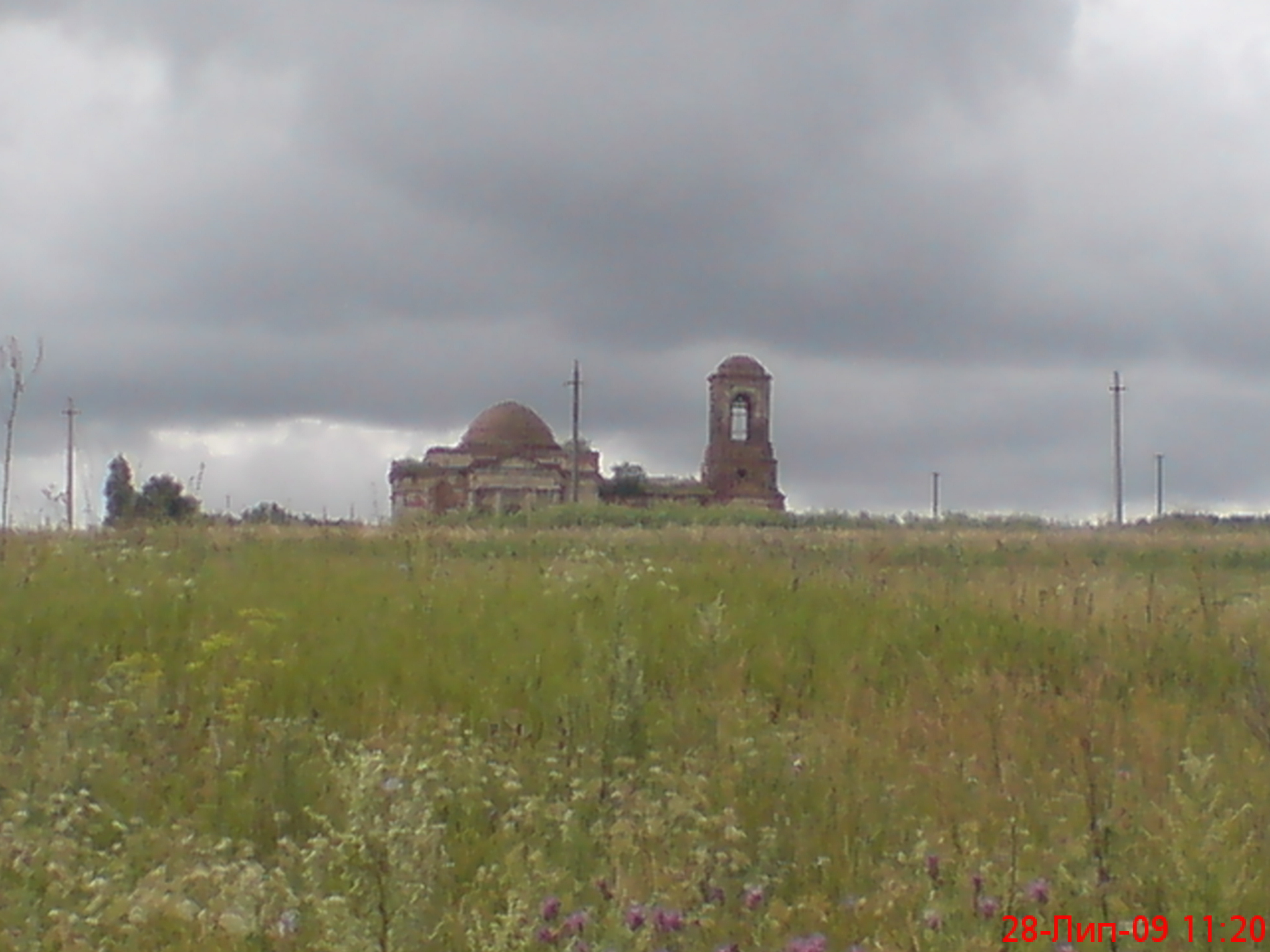

Внутри храма
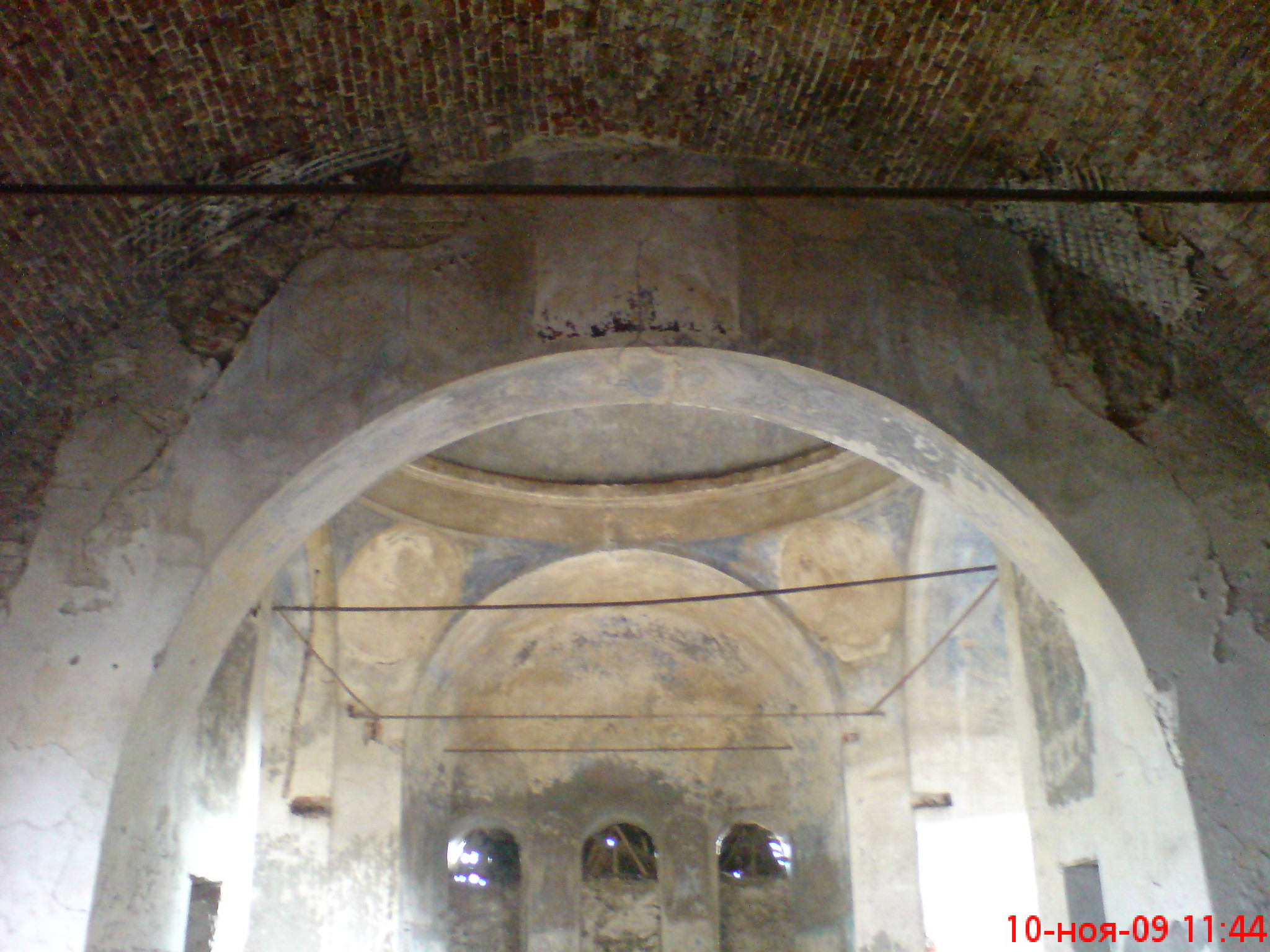
Своды над трапезной
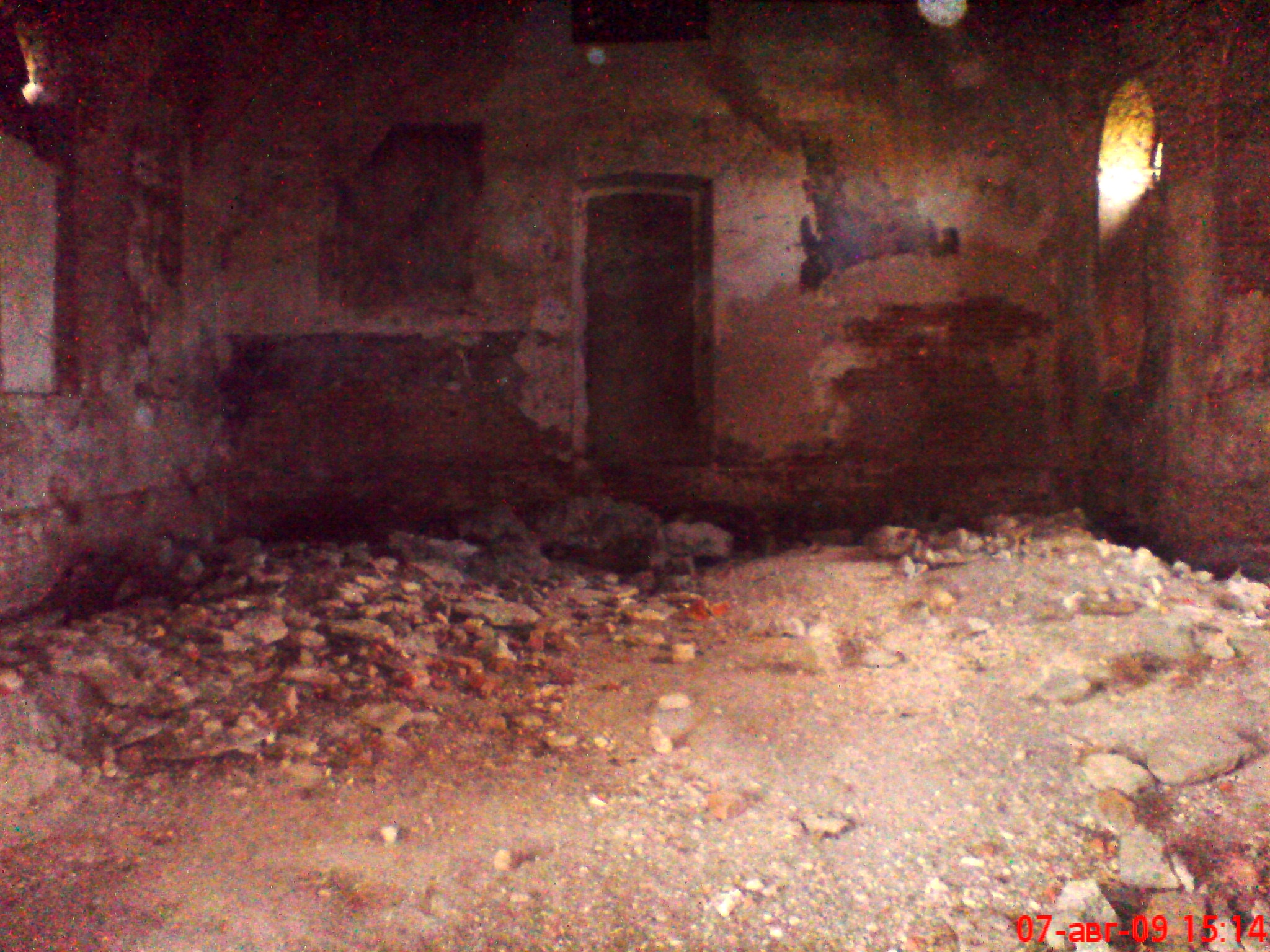
Трапезная

Фрески
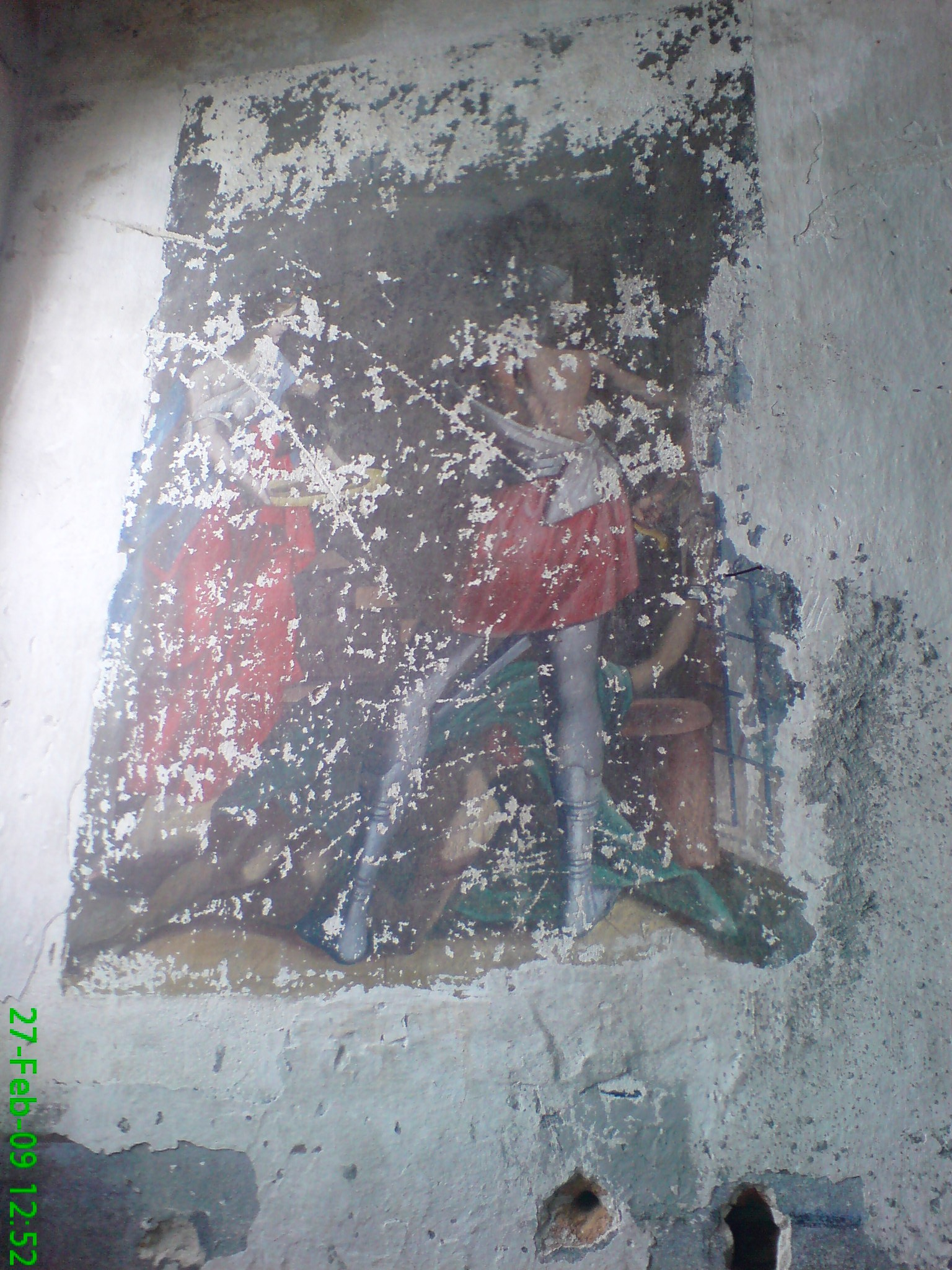
Усекновение главы св. Иоанна Предтечи
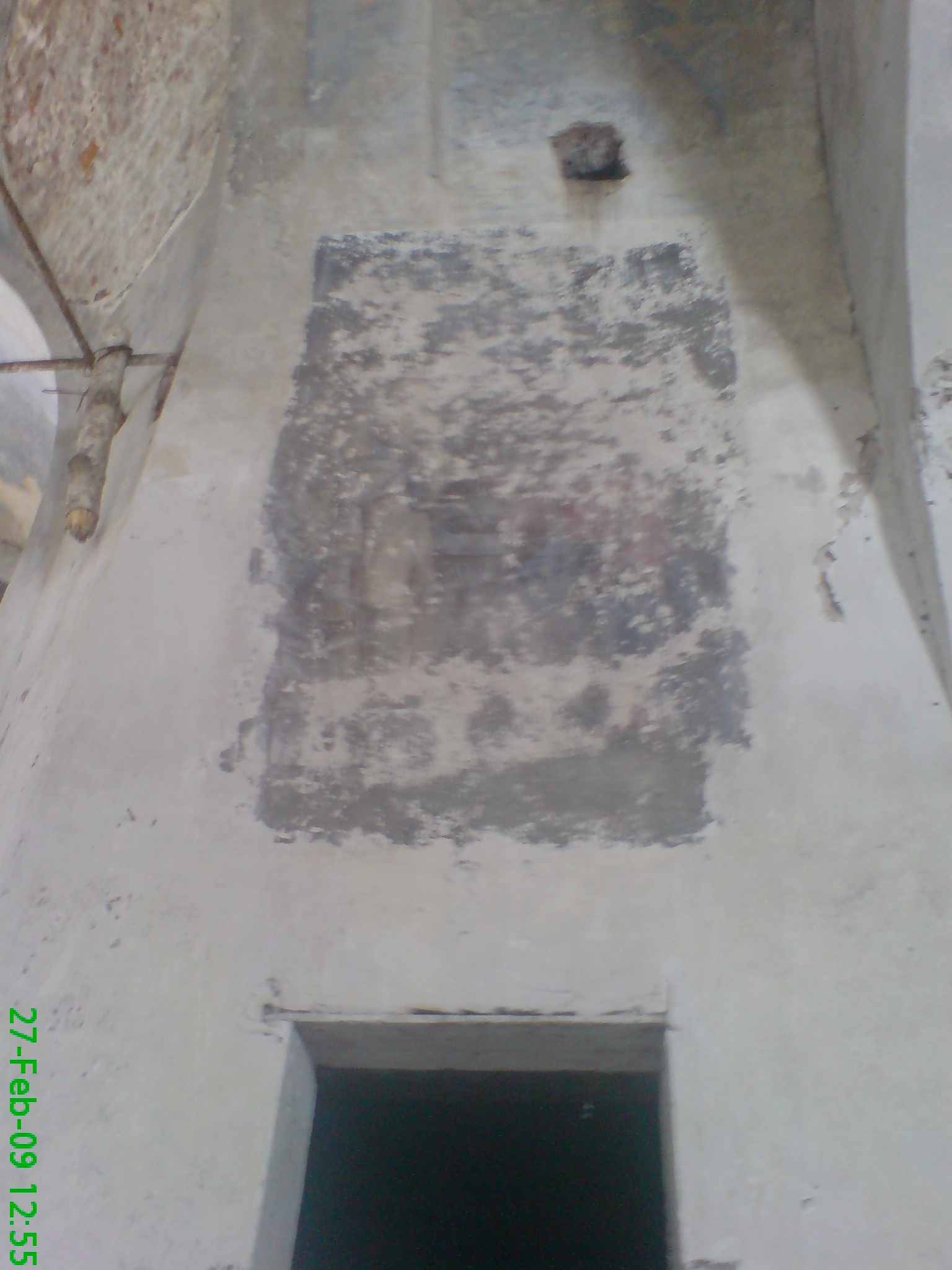
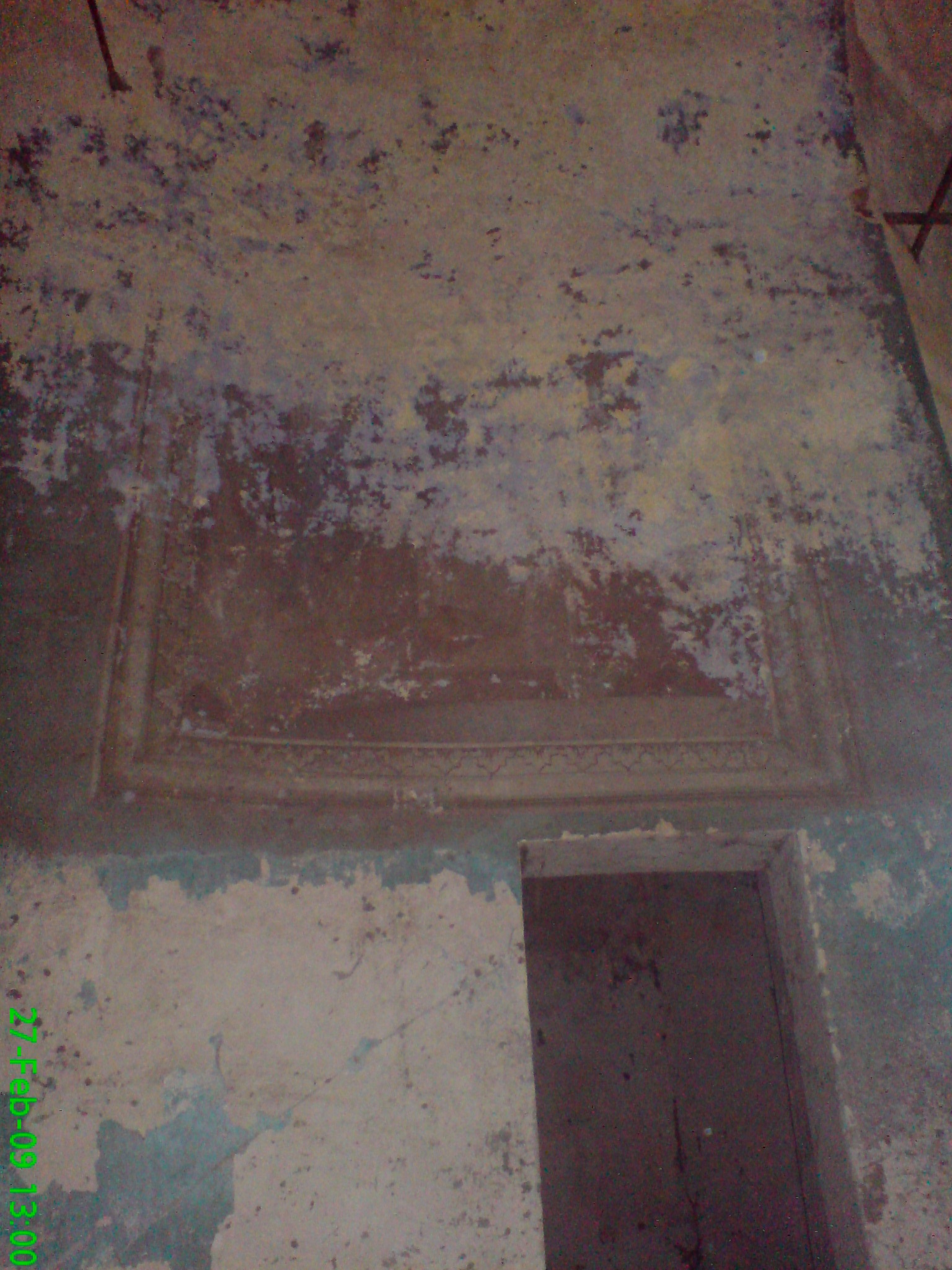
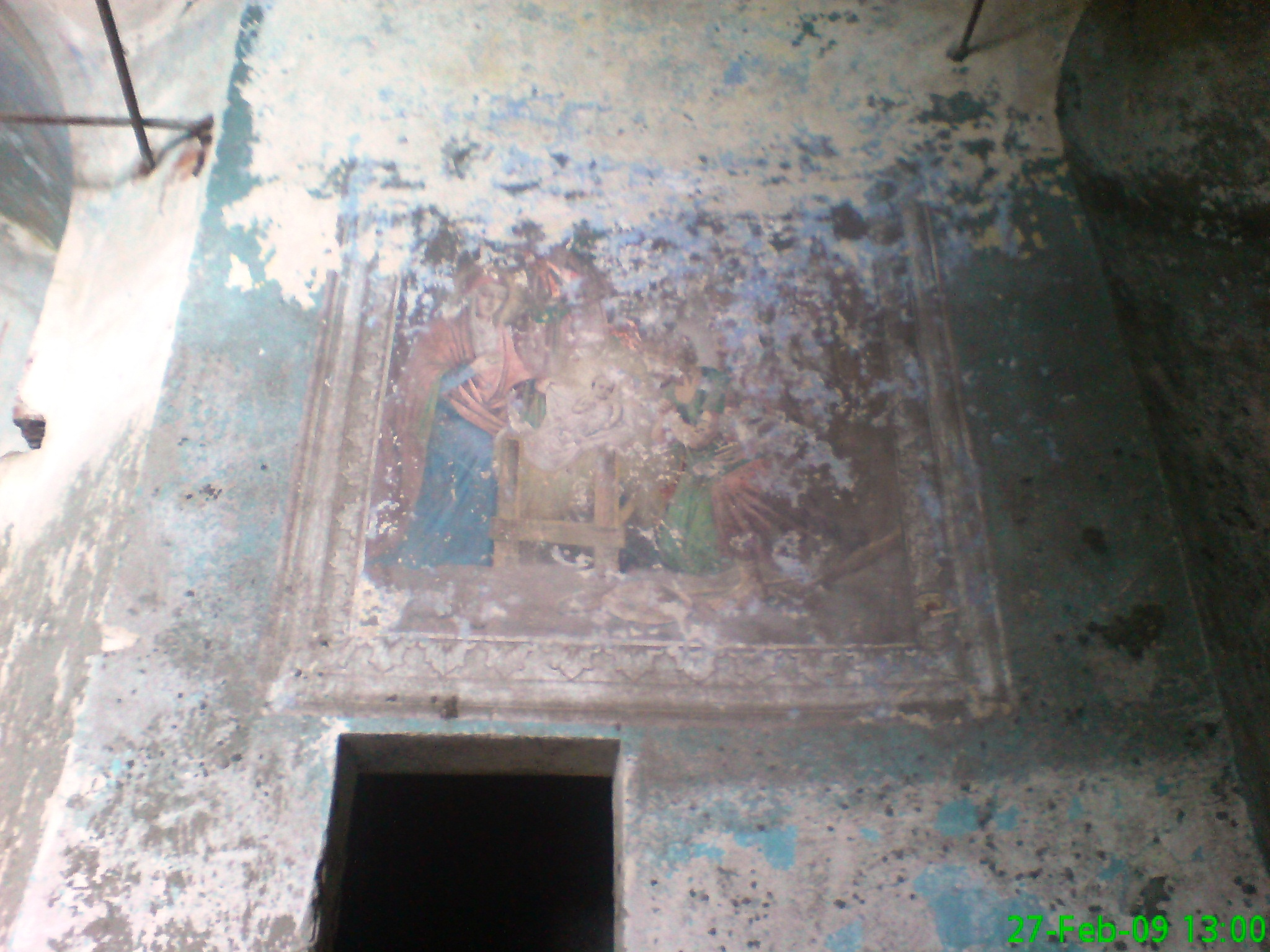